# Journal of Machine Learning Research
Le Journal of Machine Learning Research (généralement abrégé JMLR) est une revue scientifique axée sur l'apprentissage automatique, un sous-domaine de l'intelligence artificielle. Il a été fondé en 2000.
La revue a été fondée comme une alternative libre accès à la revue Machine Learning. En 2001, quarante éditeurs de Machine Learning ont démissionné afin de soutenir JMLR, disant qu'à l'ère de l'Internet, il était préjudiciable pour les chercheurs de continuer à publier leurs papiers dans des journaux coûteux avec des archives d'accès payant. Lors de leur démission, ils ont écrit qu'ils appuyaient le modèle de JMLR, dans lequel les auteurs conservaient le droit d'auteur sur leurs publications et les archives étaient disponibles gratuitement sur Internet.
Les éditions imprimées de JMLR ont été publiées par MIT Press jusqu'en 2004, et par Microtome Publishing par la suite.
Depuis l'été 2007, JMLR publie également Machine Learning Open Source Software.